# Österreichische Basketball Bundesliga
La Basketball Superliga (BSL) es la máxima competición de baloncesto de Austria. Hasta la temporada 2004-05, la liga fue conocida como A-Liga y desde ahí hasta la campaña 2008-09 fue renombrada a Österreichische Basketball Bundesliga (OBL). Desde la temporada 2008-09, la liga se conoció como Admiral Basketball Bundesliga debido a su principal patrocinador, Admiral Sportwetten. Por motivos de patrocinio es conocida como Win2day Basketball Superliga.

## Formato de Competición
Cada equipo juega contra los otros 9 equipos en dos ocasiones, para un total 20 partidos. Después de eso, los ocho mejores equipos de la temporada regular entran en otro grupo, y juegan otra liga a doble vuelta. Los cuatro mejores equipos juegan en semifinales una serie al mejor de cinco y los dos ganadores de las semifinales juegan la final por el campeonato al mejor de cinco.

## Equipos
| Club                            | Ciudad         | Pabellón                      | Capacidad |
| ------------------------------- | -------------- | ----------------------------- | --------- |
| Swans Gmunden                   | Gmunden        | Volksbank Arena               | 2,200     |
| SKN St. Pölten                  | St. Pölten     | Landessportzentrum St. Pölten | 1,000     |
| BK IMMOunited Dukes             | Klosterneuburg | Happyland Klosterneuburg      | 1,000     |
| Raiffeisen Panthers Fürstenfeld | Fürstenfeld    | Stadthalle Fürstenfeld        | 1,200     |
| Unger Steel Gunners Oberwart    | Oberwart       | Sporthalle Oberwart           | 2,500     |
| Arkadia Traiskirchen Lions      | Traiskirchen   | Lions Dome                    | 1,200     |
| UBSC Raiffeisen Graz            | Graz           | Unionhalle                    | 600       |
| Vienna DC Timberwolves          | Viena          | Wiener Stadthalle B           | 1,000     |
| OCS Capital Bulls               | Kapfenberg     | Sporthalle Walfersam          | 1,000     |
| BC Vienna                       | Viena          | Wiener Stadthalle B           | 1,000     |
| BBC Nord Dragonz                | Eisenstadt     | Sportzentrum Eisenstadt       | 500       |
| Raiffeisen Flyers Wels          | Wels           | Raiffeisen Arena              | 1,700     |

## Historial
| - 1947 Wiener AC - 1948 no disputado - 1949 Admira Wien/Basketball - 1950 Post SV Wien - 1951 Wiener Sportclub/Basketball - 1952 SK Handelsministerium - 1953 Union Babenberg - 1954 Union Babenberg - 1955 Union Babenberg - 1956 EK Engelmann/Basketball - 1957 Union Babenberg - 1958 EK Engelmann/Basketball - 1959 Union Babenberg - 1960 EK Engelmann/Basketball - 1961 EK Engelmann/Basketball - 1962 EK Engelmann/Basketball - 1963 SK Handelsministerium - 1964 SK Handelsministerium - 1965 SK Handelsministerium - 1966 Union Kuenring Wien | - 1967 EK Engelmann/Basketball - 1968 EK Engelmann/Basketball - 1969 EK Engelmann/Basketball - 1970 EK Engelmann/Basketball - 1971 UBSC Radio Koch - 1972 UBSC Radio Koch - 1973 UBSC Wienerberger - 1974 UBSC Wienerberger - 1975 UBSC Sefra Wien - 1976 UBSC Sefra Wien - 1977 UBSC SCS - 1978 BKNÖ Klosterneuburg - 1979 UBSC Wien - 1980 UBSC Wien - 1981 UBSC Wien - 1982 UBSC Wien - 1983 BKNÖ Klosterneuburg - 1984 BKNÖ Klosterneuburg - 1985 BKNÖ Klosterneuburg | - 1986 BKNÖ Klosterneuburg - 1987 BKNÖ Klosterneuburg - 1988 BKNÖ Klosterneuburg - 1989 BKNÖ Klosterneuburg - 1990 BK Toshiba Klosterneuburg - 1991 UBMT Möllersdorf - 1992 SPI Wien - 1993 UKJ SÜBA St.Pölten - 1994 UBMT Möllersdorf - 1995 UKJ SÜBA St.Pölten - 1996 UKJ SÜBA St.Pölten - 1997 UKJ SÜBA St.Pölten - 1998 UKJ SÜBA St.Pölten - 1999 UKJ SÜBA St.Pölten - 2000 Arkadia Traiskirchen Lions | - 2001 Montan Bears Kapfenberg - 2002 Montan Bears Kapfenberg - 2003 Montan Bears Kapfenberg - 2004 Superfund Bulls Kapfenberg - 2005 Basketswans Gmunden - 2006 Allianz Swans Gmunden - 2007 Allianz Swans Gmunden - 2008 BSC Raiffeisen Panthers Fürstenfeld - 2009 WBC Raiffeisen Wels - 2010 Allianz Swans Gmunden - 2011 Oberwart Gunners - 2012 Xion Dukes Klosterneuburg - 2013 BC Zepter Vienna - 2014 UBC Magnofit Güssing Knights - 2015 UBC Magnofit Güssing Knights - 2016 Redwell Oberwart Gunners - 2017 ece Bulls Kapfenberg - 2018 ece Bulls Kapfenberg | - 2019 ece Bulls Kapfenberg - 2020 Suspendida por la pandemia COVID-19 - 2021 Allianz Swans Gmunden - 2022 BC Vienna - 2023 Swans Gmunden - 2024 Oberwart Gunners - 2025 Oberwart Gunners |

## Finales
| Temporada | Campeón                                   | Resultado                                 | Subcampeón                                | Entrenador Campeón                        | MVP Final                                 |
| --------- | ----------------------------------------- | ----------------------------------------- | ----------------------------------------- | ----------------------------------------- | ----------------------------------------- |
| 2000–01   | Montan Bears Kapfenberg                   | 3–2                                       | Wörthersee Piraten                        | -                                         | -                                         |
| 2001–02   | Montan Bears Kapfenberg                   | 3–2                                       | Panthers Fürstenfeld                      | -                                         | -                                         |
| 2002–03   | Montan Bears Kapfenberg                   | 3–2                                       | Swans Gmunden                             | -                                         | -                                         |
| 2003–04   | Superfund Bulls Kapfenberg                | 3–1                                       | Swans Gmunden                             | -                                         | -                                         |
| 2004–05   | Swans Gmunden                             | 3–0                                       | Macabido Oberwart Gunners                 | Bob Gonnen                                | -                                         |
| 2005–06   | Swans Gmunden                             | 3–0                                       | Kraftwerk Wels                            | Bob Gonnen                                | Peter Hütter                              |
| 2006–07   | Swans Gmunden                             | 3–0                                       | Macabido Oberwart Gunners                 | Bob Gonnen                                | De'Teri Mayes                             |
| 2007–08   | Panthers Fürstenfeld                      | 3–2                                       | Macabido Oberwart Gunners                 | Aaron Mitchell                            | Anthony Shavies                           |
| 2008–09   | Swans Gmunden                             | 3–1                                       | Kraftwerk Wels                            | John Dieckelman                           | Ricky Moore                               |
| 2009–10   | Swans Gmunden                             | 3–2                                       | Panthers Fürstenfeld                      | Matthias Fischer                          | De'Teri Mayes                             |
| 2010–11   | Oberwart Gunners                          | 3–2                                       | Swans Gmunden                             | Neno Ašćerić                              | Bernd Volcic                              |
| 2011–12   | Dukes Klosterneuburg                      | 3–1                                       | Swans Gmunden                             | Werner Sallomon                           | Christoph Nagler                          |
| 2012–13   | Zepter Vienna                             | 3–2                                       | Oberwart Gunners                          | Andrea Maghelli                           | Shawn Ray                                 |
| 2013–14   | UBC Magnofit Güssing Knights              | 3–2                                       | ECE Bulls Kapfenberg                      | Matthias Zollner                          | Anthony Shavies                           |
| 2014–15   | UBC Magnofit Güssing Knights              | 3–1                                       | Zepter Vienna                             | Matthias Zollner                          | Travis Taylor                             |
| 2015–16   | Redwell Oberwart Gunners                  | 3–0                                       | WBC Raiffeissen Wels                      | Chris Chougaz                             | Chris McNealy                             |
| 2016–17   | ece Bulls Kapfenberg                      | 4–1                                       | Redwell Oberwart Gunners                  | Michael Schrittwieser                     | Bogić Vujošević                           |
| 2017–18   | ece Bulls Kapfenberg                      | 4–2                                       | Swans Gmunden                             |                                           | Bogić Vujošević                           |
| 2018–19   | ece Bulls Kapfenberg                      | 3–0                                       | Swans Gmunden                             |                                           | Elijah Wilson                             |
| 2019–20   | Sin campeón debido a la pandemia COVID-19 | Sin campeón debido a la pandemia COVID-19 | Sin campeón debido a la pandemia COVID-19 | Sin campeón debido a la pandemia COVID-19 | Sin campeón debido a la pandemia COVID-19 |
| 2020–21   | Swans Gmunden                             | 3–1                                       | ece Bulls Kapfenberg                      | Anton-Mirolybov                           |                                           |
| 2021–22   | BC Vienna                                 | 3–1                                       | Swans Gmunden                             | Aramis Naglic                             | Bogić Vujošević                           |
| 2022–23   | Swans Gmunden                             | 3–1                                       | BC Vienna                                 |                                           |                                           |
| 2023–24   | Oberwart Gunners                          | 3–0                                       | UBSC Graz                                 |                                           |                                           |
| 2024–25   | Oberwart Gunners                          | 3–0                                       | BBC Nord Dragonz                          |                                           |                                           |

## Premios

### MVP Temporada

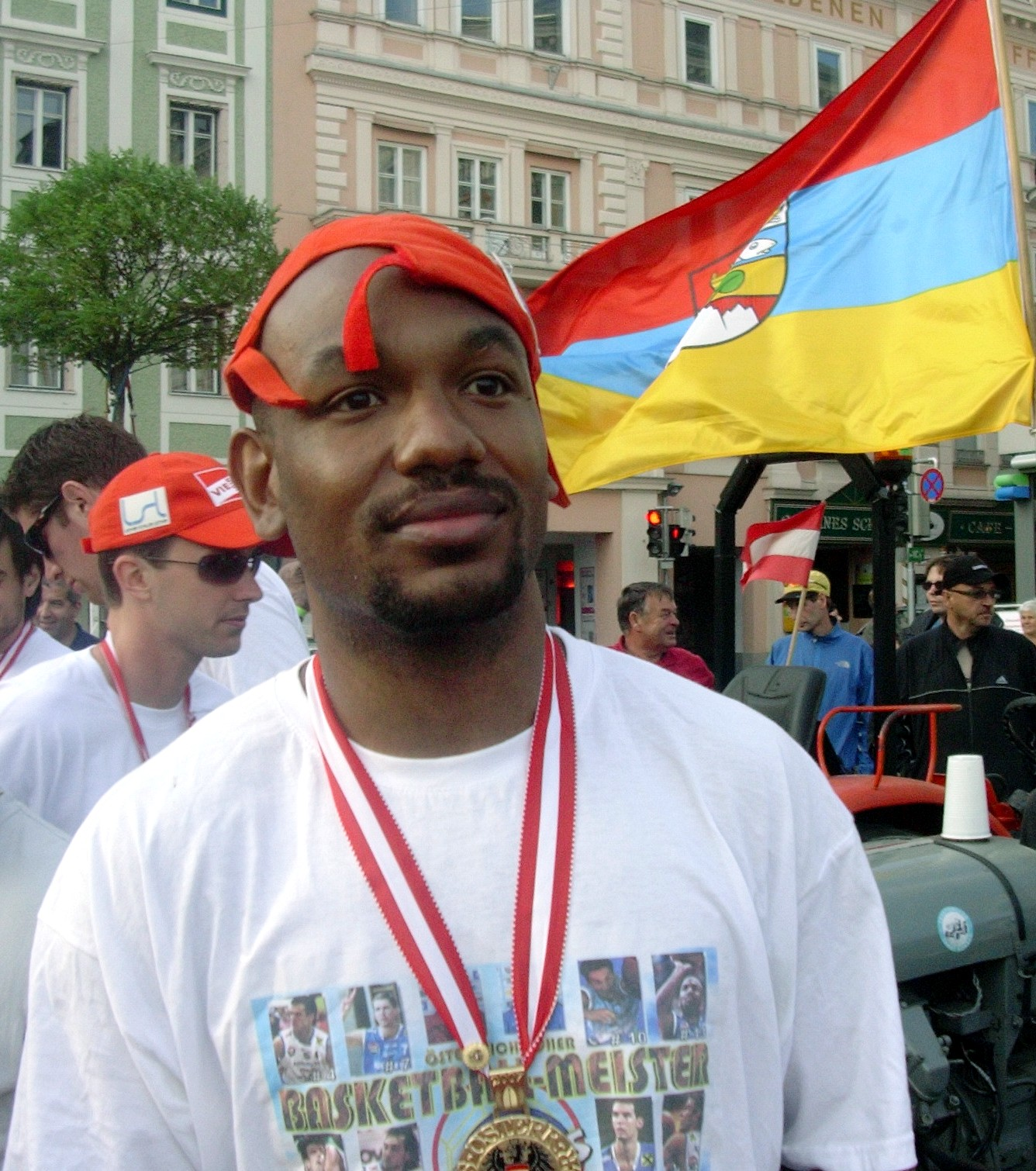
De'Teri Mayes, 5 veces ganador del MVP

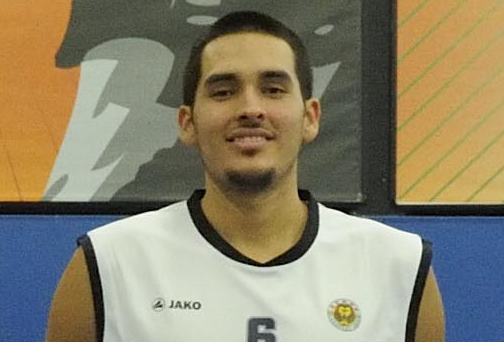
Mark Sanchez ganador del MVP en 2014

| Temporada | Jugador           | Posición     | Nacionalidad                                   | Equipo                       |
| --------- | ----------------- | ------------ | ---------------------------------------------- | ---------------------------- |
| 2002–03   | De'Teri Mayes     | Escolta      | Bandera de Estados Unidos · Bandera de Austria | Allianz Swans Gmunden        |
| 2003–04   | De'Teri Mayes     | Escolta      | Bandera de Estados Unidos · Bandera de Austria | Allianz Swans Gmunden        |
| 2004–05   | Jason Detrick     | Alero        | Bandera de Estados Unidos · Bandera de Austria | Oberwart Gunners             |
| 2005–06   | De'Teri Mayes     | Escolta      | Bandera de Estados Unidos · Bandera de Austria | Allianz Swans Gmunden        |
| 2006–07   | De'Teri Mayes     | Escolta      | Bandera de Estados Unidos · Bandera de Austria | Allianz Swans Gmunden        |
| 2007–08   | Jasmon Youngblood | Escolta      | Bandera de Estados Unidos                      | Oberwart Gunners             |
| 2008–09   | Deven Mitchell    | Alero        | Bandera de Estados Unidos                      | Arkadia Traiskirchen Lions   |
| 2009–10   | De'Teri Mayes     | Escolta      | Bandera de Estados Unidos · Bandera de Austria | Allianz Swans Gmunden        |
| 2010–11   | Fabricio Vay      | Ala-Pívot    | Bandera de Argentina · Bandera de Italia       | Arkadia Traiskirchen Lions   |
| 2011–12   | Sharaud Curry     | Base         | Bandera de Estados Unidos                      | Allianz Swans Gmunden        |
| 2012–13   | Seamus Boxley     | Ala-Pívot    | Bandera de Estados Unidos                      | Oberwart Gunners             |
| 2013–14   | Mark Sanchez      | Ala-Pívot    | Bandera de Estados Unidos · Bandera de México  | ECE Bulls Kapfenberg         |
| 2014–15   | Travis Taylor     | Ala-Pívot    | Bandera de Estados Unidos                      | UBC Magnofit Güssing Knights |
| 2015–16   | Quincy Diggs      | Alero        | Bandera de Estados Unidos                      | Oberwart Gunners§            |
| 2016–17   | Predrag Miletić   | Escolta      | Bandera de Serbia                              | BC Zepter Vienna             |
| 2017–18   | Stjepan Stazić    | Base         | Bandera de Austria                             | BC Zepter Vienna             |
| 2018–19   | Hayden Lescault   | Base/Escolta | Bandera de Estados Unidos                      | Oberwart Gunners             |
| 2020–21   | Enis Murati       | Alero        | Bandera de Austria                             | Swans Gmunden                |
| 2021–22   | Daniel Friedrich  | Base         | Bandera de Austria                             | Swans Gmunden                |

### Entrenador del Año

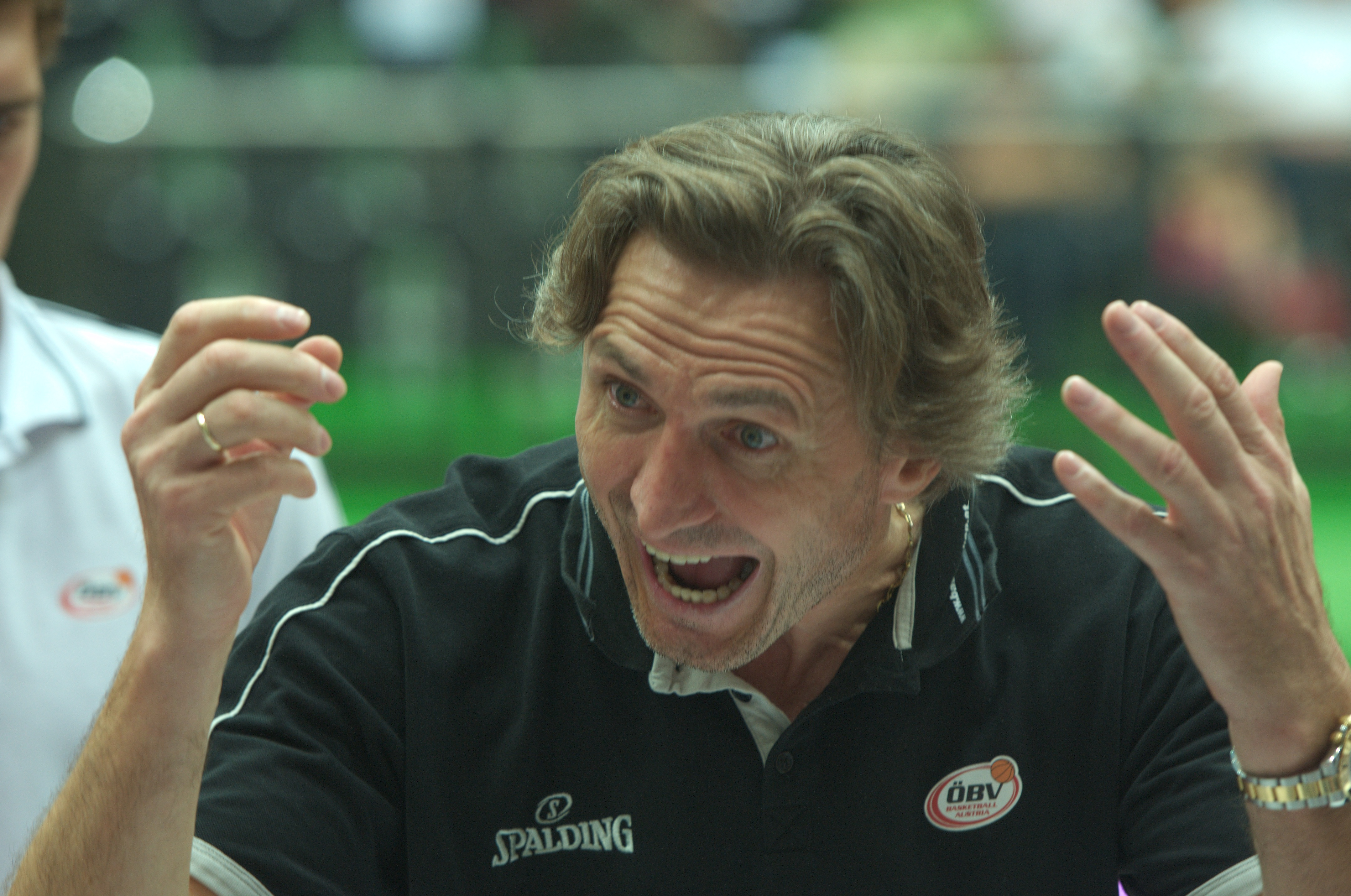
Neno Ašćerić, ganador en 2011

| Temporada | Entrenador            | Nacionalidad   | Equipo                       |
| --------- | --------------------- | -------------- | ---------------------------- |
| 2002–03   | Bob Gonnen            | Estados Unidos | Allianz Swans Gmunden        |
| 2003–04   | Pit Stahl             | Alemania       | Oberwart Gunners             |
| 2004–05   | Bob Gonnen            | Estados Unidos | Allianz Swans Gmunden        |
| 2005–06   | Andrea Maghelli       | Italia         | Arkadia Traiskirchen Lions   |
| 2006–07   | Bob Gonnen            | Estados Unidos | Allianz Swans Gmunden>       |
| 2007–08   | Ante Perica           | Croacia        | Oberwart Gunners             |
| 2008–09   | Bob Gonnen            | Estados Unidos | Allianz Swans Gmunden>       |
| 2009–10   | Matthias Fischer      | Alemania       | Allianz Swans Gmunden        |
| 2010–11   | Neno Ašćerić          | Austria        | Oberwart Gunners             |
| 2011–12   | Matthias Fischer      | Alemania       | Allianz Swans Gmunden        |
| 2012–13   | Werner Sallomon       | Austria        | Xion Dukes Klosterneuburg    |
| 2013–14   | Matthias Zollner      | Alemania       | UBC Magnofit Güssing Knights |
| 2014–15   | Matthias Zollner      | Alemania       | UBC Magnofit Güssing Knights |
| 2015–16   | Chris Cougaz          | Grecia         | Oberwart Gunners§            |
| 2016–17   | Michael Schrittwieser | Austria        | ECE Bulls Kapfenberg         |
| 2017–18   | Zoran Kostić          | Serbia         | Arkadia Traiskirchen Lions   |
| 2018–19   | Horst Leitner         | Austria        | Oberwart Gunners             |
| 2020–21   | Anton Mirolybov       | Finlandia      | Swans Gmunden                |
| 2021–22   | Aramis Naglic         | Croacia        | BC Vienna                    |

### Jugador Austríaco del Año
| Temporada | Jugador          | Posición      | Equipo                       |
| --------- | ---------------- | ------------- | ---------------------------- |
| 2003–04   | David Jandl      | Escolta       | Oberwart Gunners             |
| 2004–05   | David Jandl      | Escolta       | Oberwart Gunners             |
| 2005–06   | Davor Lamesic    | Ala-Pívot     | Arkadia Traiskirchen Lions   |
| 2006–07   | Armin Woschank   | Base          | Kraftwerk Wels               |
| 2007–08   | Davor Lamesic    | Ala-Pívot     | Arkadia Traiskirchen Lions   |
| 2008–09   | Christoph Nagler | Escolta       | Xion Dukes Klosterneuburg    |
| 2009–10   | Christoph Nagler | Escolta       | Xion Dukes Klosterneuburg    |
| 2010–11   | Bernd Volcic     | Pívot         | Oberwart Gunners             |
| 2011–12   | Christoph Nagler | Escolta       | Xion Dukes Klosterneuburg    |
| 2012–13   | Thomas Klepeisz  | Base          | UBC Magnofit Güssing Knights |
| 2013–14   | Martin Kohlmaier | Pívot         | ECE Bulls Kapfenberg         |
| 2014–15   | Thomas Klepeisz  | Base          | UBC Magnofit Güssing Knights |
| 2015–16   | Benedikt Danek   | Base          | Arkadia Traiskirchen Lions   |
| 2016–17   | Davor Lamešić    | Ala-pívot     | Raiffeisen Flyers Wels       |
| 2017–18   | Stjepan Stazić   | Escolta/Alero | BC Wiedeń                    |
| 2018–19   | Jason Detrick    | Escolta       | BC Wiedeń                    |
| 2020–21   | Enis Murati      | Escolta/Alero | Swans Gmunden                |
| 2021–22   | Daniel Friedrich | Base          | Swans Gmunden                |

## All-Star Game
La OBL celebra anualmente el All-Star Game, enfrentando a un equipo de los mejores jugadores austriacos de la liga contra un equipo formado por los mejores jugadores internacionales de la liga. Al igual que en el NBA All-Star Game, las festividades del OBL All-Star incluyen un concurso de mates y un concurso de triples. El primero se celebró en 1995 en el FZZ Happyland de Klosterneuburg.

### Partidos All-Star
| Año  | Pabellón          | Ciudad         | Equipo     | Resultado | Equipo          | MVP               |
| ---- | ----------------- | -------------- | ---------- | --------- | --------------- | ----------------- |
| 2006 | FZZ Happyland     | Klosterneuburg | Austríacos | 134–129   | Internacionales | Aaron Mitchell    |
| 2007 | SH Alpenstraße    | Salzburg       | Austríacos | 130–137   | Internacionales | Jimmy Boston      |
| 2008 | FZZ Happyland     | Klosterneuburg | Austríacos | 98–124    | Internacionales | Michael Fraser    |
| 2009 | Wiener Stadthalle | Vienna         | Euro-Stars | 144–149   | All-Stars       | Brandon Thomas    |
| 2010 | Wiener Stadthalle | Vienna         | Austríacos | 78–88     | Internacionales | Terrence Roderick |
| 2011 | Wiener Stadthalle | Vienna         | Austríacos | 111–90    | Internacionales | Stjepan Stazić    |
| 2012 | Wiener Stadthalle | Vienna         | Austríacos | 103–105   | Internacionales | Anthony Shavies   |
| 2013 | Raiffeisen Arena  | Wels           | Europeos   | 106–110   | Internacionales | Mike Dale         |
| 2014 | Stadthalle Graz   | Graz           | Europeos   | 90–96     | Internacionales | Travis Taylor     |